# アジア太平洋映画賞
アジア太平洋映画賞（アジアたいへいようえいがしょう、英語：Asia Pacific Screen Awards (略称APSA)）は、ロシアや中東を含むアジア全域やオセアニアなど70の国と地域を対象に、優れた長編映画やその関係者を表彰する映画賞。
2007年から、オーストラリアのブリスベン市協力のもと、ユネスコや国際映画製作者連盟を基礎パートナーとして開催。各国文化の維持・発展を図るというユネスコの目的を実現するために、ブリスベンでのマーケティングを通して国際的なプロモーションを実施している国際的な文化事業である。
ノミネート候補者は、世界的規模に成長しつつあるアジア太平洋地区映画制作者の団体である「アジア太平洋映画賞アカデミー」に自動的に加入する。なお当アカデミー会長は、オーストラリア勲章受章者であるジャック・トンプソンが務めている。

## 部門構成と賞
長編 (Feature Film)
- 最優秀長編映画賞
- 監督賞
- 脚本賞

- 撮影賞
- 男優賞
- 女優賞
- 審査員特別賞

アニメーション (Animated Feature Film)
- 最優秀アニメーション映画賞

児童 (Youth Feature Film)
- 最優秀児童映画賞

ドキュメンタリー (Documentary Feature Film)
- 最優秀ドキュメンタリー映画賞

そのほか、特別賞として国際映画製作者連盟賞やユネスコ賞が傑出した作品に対し授与される。

## 長編映画賞
| 開催年 | 題名                                 | 監督                                 | 製作国         |
| ------ | ------------------------------------ | ------------------------------------ | -------------- |
| 2007年 | シークレット・サンシャイン 밀양      | イ・チャンドン                       | 韓国           |
| 2008年 | トゥルパン Tulpan                    | セルゲイ・ドヴォルツェヴォイ         | カザフスタン   |
| 2009年 | サムソンとデリラ Samson & Delilah    | ワーウィック・ソーントン             | オーストラリア |
| 2010年 | 唐山大地震                           | 馮小剛                               | 中国           |
| 2011年 | 別離 جدایی نادر از سیمین             | アスガル・ファルハーディー           | イラン         |
| 2012年 | Tepenin Ardi                         | エミン・アルパー                     | トルコ         |
| 2013年 | オマールの壁 عمر                     | ハニ・アブ・アサド                   | パレスチナ     |
| 2014年 | 裁かれるは善人のみ Левиафан          | アンドレイ・ズビャギンツェフ         | ロシア         |
| 2015年 | 光りの墓 รักที่ขอนแก่น                   | アピチャートポン・ウィーラセータクン | タイ           |
| 2016年 | カランダールの雪 Kalandar Soğuğu     | ムスタファ・カラ                     | トルコ         |
| 2017年 | スウィート・カントリー Sweet Country | ワーウィック・ソーントン             | オーストラリア |
| 2018年 | 万引き家族                           | 是枝裕和                             | 日本           |